# Helmuth O. Wagner
Helmuth Otto Wagner (* 25. Oktober 1897 in Göttingen; † 3. Mai 1977 in Bremen) war ein deutscher Zoologe, Ornithologe und Direktor des Überseemuseums in Bremen.

## Biografie
Wagner war bis 1925 Zeichner und Klavierbauer. Er studierte von 1925 bis 1929 Zoologie an der Universität Frankfurt am Main und Universität Göttingen. Er promovierte in Göttingen und war dann Assistent am Zoologischen Institut der Universität Göttingen und am Kölner Zoo. Von 1933 bis 1940 war er Tierhändler in Australien, Niederländisch-Indien (heute Indonesien) und Mittelamerika. Von 1940 bis 1950 war er Wissenschaftler und Sammler in Mexiko. Er führte zudem im Auftrag der US-amerikanischen Regierung für die Forst- und Landwirtschaft Wasseruntersuchungen durch.
1951 wurde er zum Direktor des Überseemuseums in Bremen berufen, das seitdem auch diesen Namen führt. Das kriegsbedingt schwer beschädigte Museum war renoviert und befand sich in seiner Wiederaufbauphase. Da Wagner keine Museumserfahrung hatte, verließ er sich auf seine Mitarbeiter und förderte den Aufbau der Tiergruppen in der Ausstellung. Das Museum verzeichnete in seiner Zeit einen deutlichen Zuwachs an Besuchern. 1962 ging er in den Ruhestand und der Biologe Hermann Friedrich wurde sein Nachfolger. Wagner wohnte danach wieder längere Zeiten in Mexico.

## Dedikationsnamen
Allan Robert Phillips ehrte ihn 1966 im Namen der Zimtflankenamazilie (Amazilia wagneri)

## Werke
- Beitrag zur Biologie des Blaukehlkolibris Lampornis clemenciae Lesson. In: Veröffentlichungen aus dem Museum für Naturkunde Bremen (= A). Band 2, Nr. 5, 1951, S. 5–44.
- Massenansammlungen von Weberknechten in Mexiko, Bremen 1954
- Gemischte Vogelverbände in Mexiko, insbesondere das Verhalten nordischer Zugvögel, Bremen 1957